# 平街乡
平街乡，是中华人民共和国贵州省黔西南布依族苗族自治州贞丰县下辖的一个乡镇级行政单位。

## 行政区划
平街乡下辖以下地区：
平街村、大水塘村、卡房村、冗染村、云盘村、花江村和下岩村。